# Scytalopus zimmeri
A Scytalopus zimmeri a madarak osztályának verébalakúak (Passeriformes) rendjébe és a fedettcsőrűfélék (Rhinocryptidae) családjába tartozó faj.

## Rendszerezése
A fajt James Bond és Rodolphe Meyer de Schauensee írták le 1940-ben, a Scytalopus superciliaris alfajaként Scytalopus superciliaris zimmeri néven. Tudományos faji nevét John Todd Zimmer amerikai ornitológus tiszteletére kapta.

## Előfordulása
Az Andok keleti oldalán, Argentína és Bolívia területén honos. Természetes élőhelyei a szubtrópusi és trópusi hegyi esőerdők és bokrosok. Állandó, nem vonuló faj.

## Megjelenése
Testhossza 10 centiméter.

## Természetvédelmi helyzete
Az elterjedési területe kicsi, egyedszáma viszont stabil. A Természetvédelmi Világszövetség Vörös listáján nem fenyegetett fajként szerepel.